# Мечи (зона Непала)
Мечи (непальск. मेची अञ्चल) — упразднённая зона (административная единица) на крайнем востоке Непала.
Административная единица входит в состав Восточного региона страны. Административный центр — город Илам.

## Население
Население по данным переписи 2011 года составляет 1 422 182 человека; по данным переписи 2001 года оно насчитывало 1 307 669 человек. Большая часть населения принадлежит к народу кирати, который подразделяется на лимбу и раи; проживают также такие этнические группы, как коче и мече

## География
Площадь зоны составляет 8196 км². Граничит c зоной Коси (на западе), с Тибетским автономным районом КНР (на севере), а также с индийскими штатами Бихар (на юге), Западная Бенгалия (на юго-востоке) и Сикким (на северо-востоке).

## Административное деление
Зона подразделяется на 4 района:
- Илам
- Джхапа
- Панчтхар
- Тапледжунг